# Pitkäjärvi (Pajala socken, Norrbotten)
Pitkäjärvi är en sjö i Pajala kommun i Norrbotten och ingår i Torneälvens huvudavrinningsområde. Sjön har en area på 0,224 kvadratkilometer och ligger 258,7 meter över havet.

## Delavrinningsområde
Pitkäjärvi ingår i det delavrinningsområde (754017-181051) som SMHI kallar för Namn saknas. Medelhöjden är 255 meter över havet och ytan är 34,86 kvadratkilometer. Räknas de 3 avrinningsområdena uppströms in blir den ackumulerade arean 129,81 kvadratkilometer. Kitkiöjoki som avvattnar avrinningsområdet har biflödesordning 4, vilket innebär att vattnet flödar genom totalt 4 vattendrag innan det når havet efter 300 kilometer. Avrinningsområdet består mestadels av skog (69 procent) och sankmarker (22 procent). Avrinningsområdet har 0,87 kvadratkilometer vattenytor vilket ger det en sjöprocent på 2,5 procent.